# لیو کریستین
لیو کریستین اشپنز (زاده ۱۴ فوریه ۱۹۷۶)، معروف به " لیو کریستین"، خواننده-ترانه‌پرداز نروژی است که بیشتر اوقات خود را برای نوشتن ترانه‌های مختلف موسیقی هوی متال و اجرا و آهنگسازی گذرانده‌است. او فعالیت خود را در صنعت موسیقی به عنوان خواننده گروه موسیقی گوتیک متال ثیتر آو ترژدی آغاز کرد و خواننده پیشکسوت سابق گروه سمفونیک متال Leaves 'Eyes است. در حال حاضر او خواننده یک گروه آلمانی Midnattsol در کنار خواهر کوچکتر خود Carmen Elise Espenæs است.

## حرفه
لیو کریستین در استاوانگر متولد شد و در سال ۱۹۹۴ به عنوان خواننده پشتیبان به گروه موسیقی نروژی گوتیک ثیتر آو ترژدی پیوست، اما خیلی زود با ریموند ایستوین روهونی شروع به همکاری کرد. وی در سال ۲۰۰۳ از این گروه موسیقی خارج شد.

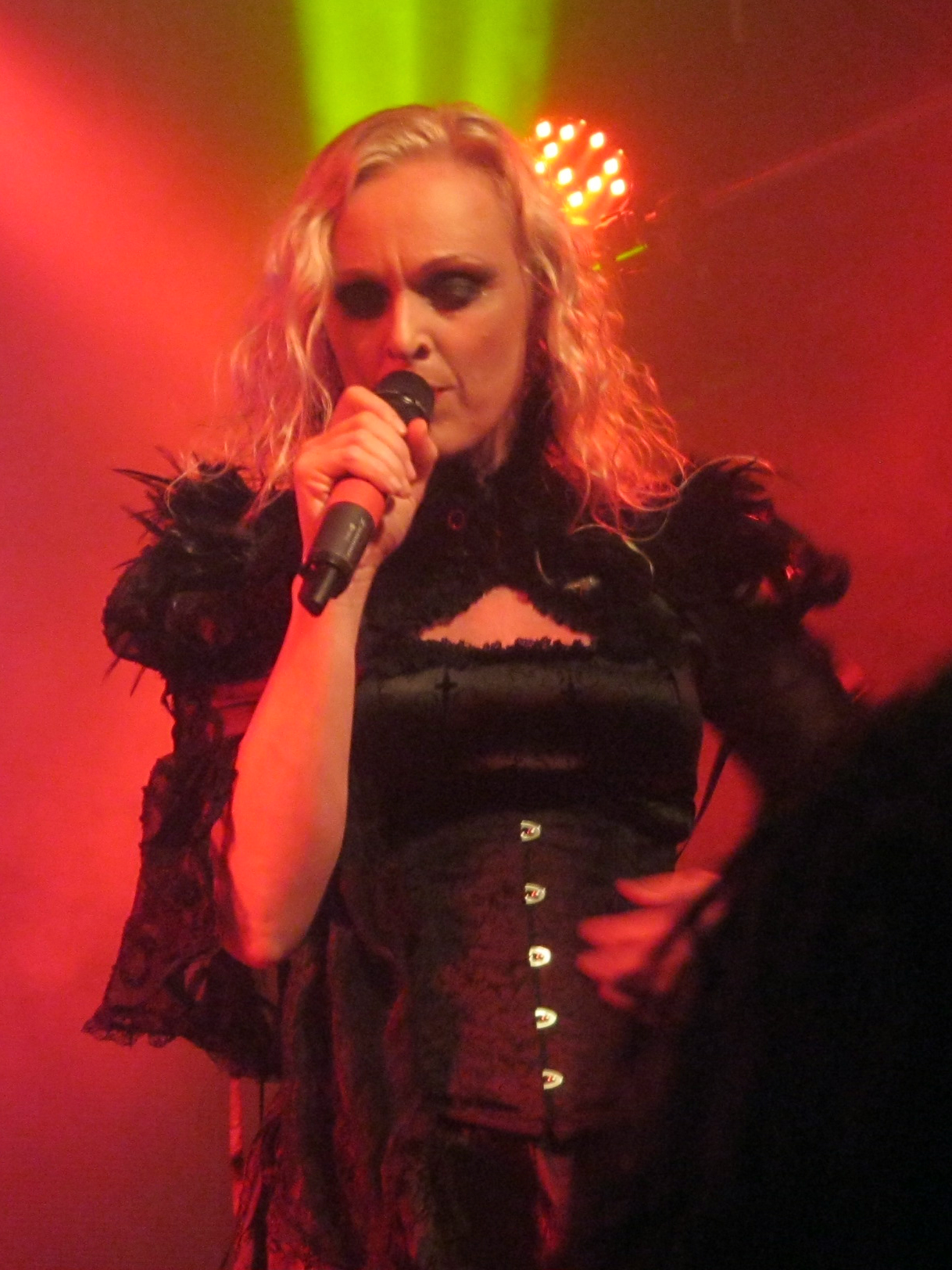
در یک نمایش زنده در اسرائیل، ۲۰۱۶
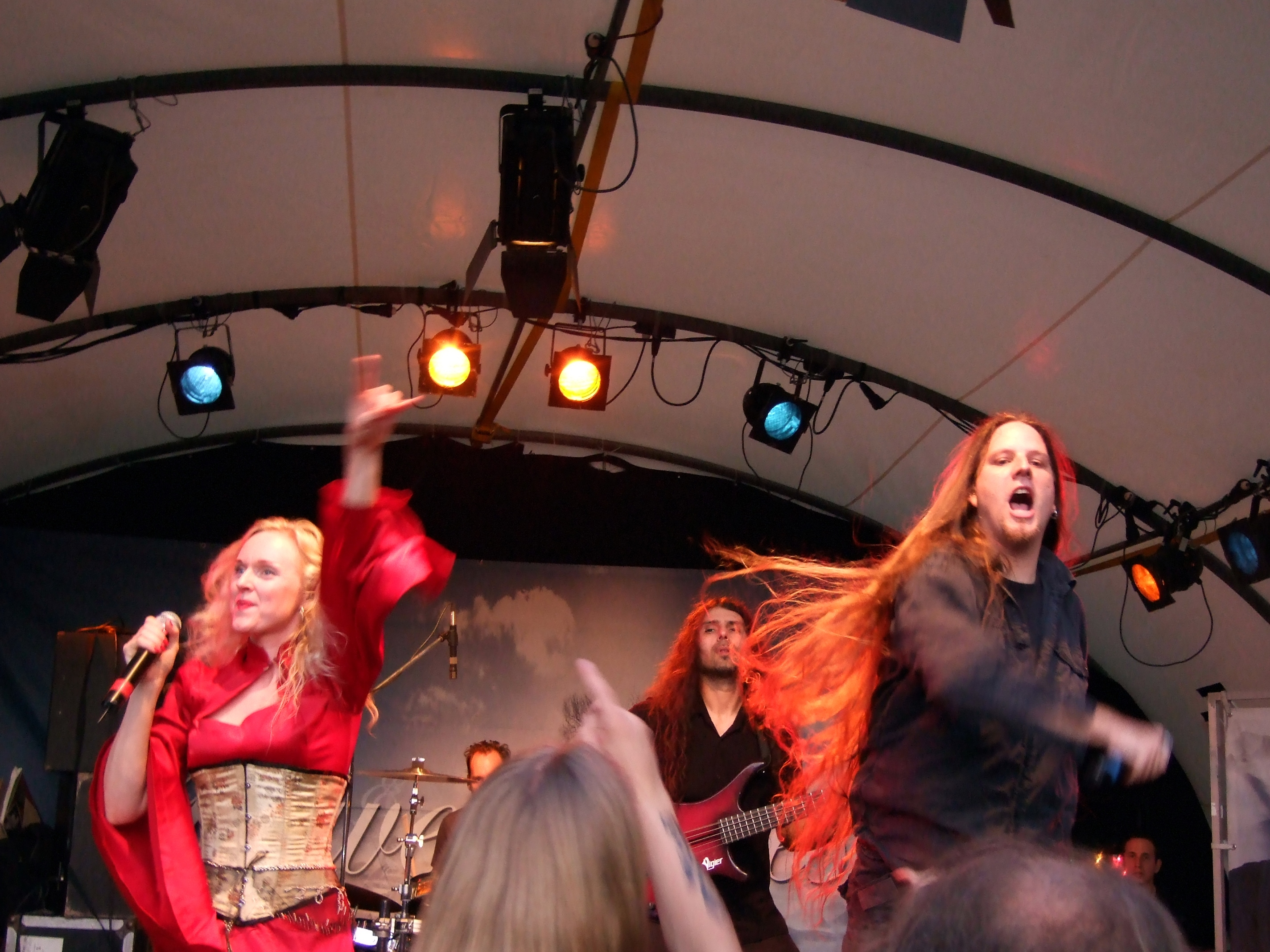
لیو کریستین و الکساندر کرول در ژوئیه ۲۰۰۷